# Saveros Pou
Pour les articles homonymes, voir POU.
Pour la race de poneys, voir Lewitz.
Saveros Pou (en khmer, ពៅ សាវរស, translittéré Bau Sāvaras), aussi connue autour de 1970 sous le nom de Saveros Lewitz, était une linguiste d’origine cambodgienne, directrice de recherche du CNRS (Paris). Spécialiste de langue et civilisation khmères, elle a effectué d’importants travaux d'épigraphie khmère, commencés comme jeune chercheuse avec son professeur George Cœdès.
Ses travaux dans le domaine de l’étymologie, appliqués en particulier au vieux-khmer (du VIe au XIVe siècle), ont fait date, mais ses compétences très variées lui ont permis d’aborder des domaines comme les procédés très riches de dérivation en khmer, la religion, les codes de conduite (cpāp’ ច្បាប់), la zoologie et la botanique, la cuisine, etc. Cet esprit encyclopédique se retrouve en particulier dans son Dictionnaire vieux khmer-français-anglais.

## Biographie
Née le 24 août 1929 à Phnom Penh, un samedi (ថ្ងៃសៅរ៍ thṅai sau(r) en khmer), Saveros Pou vient en France pour ses études supérieures, effectuées sous la houlette de professeurs tels que François Martini, Au Chhieng, Jean Filliozat, Louis Renou et George Cœdès, acquérant des compétences linguistiques théoriques et pratiques très variées.
Elle présente en 1965 un doctorat de troisième cycle sur la toponymie khmère, dont de larges extraits sont repris en 1967 dans le Bulletin de l'École française d'Extrême-Orient. En 1978, elle présente son doctorat d’État consacré au Rāmakerti, la version khmère du Ramayana.
Elle a écrit plus de 150 livres et articles, publiés dans diverses revues orientalistes comme le Journal asiatique et le Bulletin de l'École française d'Extrême-Orient.
Elle a développé le système de translittération du khmer utilisé par George Cœdès, qui permet de voir très facilement les emprunts au sanskrit et au pâli, et est complété de quelques lettres spécifiques au khmer (voyelles ែ ae, ើ oe, ៀ īe, ឿ īoe, entre autres). Ainsi, le mot moderne ទន្តពេទ្យ pour "dentiste", prononcé toan'pèt', mais translittéré dantabedy, est une formation savante à partir des mots sanskrits danta : "dent" et vaidya : "médecin" < racine verbale VID : "connaître" ; en sanskrit, b et v sont souvent interchangeables et la voyelle e, comme ai, dérive de i. Ce système de translittération est utilisé entre autres à l'INALCO.
Elle est morte le 25 juin 2020 à Villeneuve-Saint-Georges, 81 jours avant son anniversaire de 91 ans.